# Cuspidatula contracta
Cuspidatula contracta là một loài rêu trong họ Adelanthaceae. Loài này được Steph. mô tả khoa học đầu tiên năm 1901.